# مطار الأبيض
مطار الأبيض مطار يخدم مدينة الأبيض في السودان. رمز الأياتا:EBD ورمز الإيكاو:HSOB ومدينة الأبيض عاصمة ولاية شمال كردفان.
وخلال فبراير 2010 كان الأمين العام لجامعة الدول العربية عمرو موسى في رحلة عودة من دارفور إلى العاصمة السودانية الخرطوم، ولكن لأسباب طارئة أجبرت طائرته على الهبوط اضطراريا في مطار الأبيض.

## شركات طيران واتجاهاتها
- طيران مارسلاند (الخرطوم)
- الخطوط الجوية السودانية (الخرطوم، نيالا)

1. ↑  World Aero Data: EL OBEID - HSOB نسخة محفوظة 11 يوليو 2017 على موقع واي باك مشين.
2. ↑  مصراوي - هبوط اضطراري لطائرة عمرو موسى في مطار الأبيض بالسودان بدلاً من الخرطوم - 14 فبراير 2010  تاريخ الدخول 15 /7 /2010 نسخة محفوظة 20 أغسطس 2011 على موقع واي باك مشين.